# Pinepan
El Pine-Pan (en japonés, パインぱん pronunciación en japonés: /pa̠ĩnpã̠ɴ/) es un producto dulce comercializado en Japón por la empresa Fujipan Co., Ltd. (フジパン), y es una popular merienda de verano entre los niños de todo el país. Básicamente es un koppe-pan al que se le agrega piña deshidratada cortada finamente. El koppe-pan es un bollito similar a un pan para hotdog (pero dulce).
El Pine-Pan se lanzó por primera vez en 1975 y forma parte de los almuerzos escolares desde la era Shōwa, por lo que es muy popular en Japón. Desde entonces, ha sido relanzado varias veces, pero limitado al mes de agosto. 
Una canción del grupo de J-pop Brief & Trunks llamada Pinepan (2018) trata sobre este dulce y «cómo la gente prefiere el Meronpan» ('pan de melón'). En un concierto que dieron en 2013, vendieron 300 piñas.